# Халеакала
Халеакала (енгл. Haleakala) вулканска је купа која формира више од 75% хавајског острва Мауи у северном Пацифику. Остатак острва геолошки је такође вулканског порекла и настао је радом вулкана Мауна Кахалава (енгл. Mauna Kahalawa). Највиши врх вулкана лежи на надморској висини од 3.055 метара. Испод самог врха налази се до 800 метара дубока депресија дугачка више око 11 км, широка око 3,2 километра. Падине се стрмо спуштају ка дну депресије на којој се налазе бројне мање секундарне купе. 
Име вулкана Халеакала које у преводу означава „кућу сунца” долази од локалних племена који су на том острву живели пре доласка европских истраживача. Према локалној легенди на самом врху вулкана на врху вулкана живи баба полубога Мауија, која је помогла свом унуку да зароби Сунце и примора га да успори свој пут преко небеског свода, и на тај начин је продужила трајање дана. 